# 山本恭司
山本 恭司（やまもと きょうじ、1956年3月23日 - ）は、日本の音楽家、音楽プロデューサー、ギタリスト、作曲家。ロックバンドBOWWOWのリーダー。島根県松江市出身。息子はスタジオ・ミュージシャン、ドラマー、作曲家の山本真央樹。

## 人物
1976年にBOW WOWでデビュー。
1977年にはBOW WOWで、エアロスミスやキッスの日本ツアーに同行。海外活動にも目を向け、1982年、イギリスで行われた「レディング・フェスティバル」では満場のスタンディングオベーションを受けた。VOW WOWでは本格的に活動の場をイギリスに移す（VOW WOWは日本人グループとしては初めてイギリスのミュージシャンズ・ユニオンに加盟している）。
その後WILD FLAGや新生BOW WOWを経て、現在はオリジナルメンバーで再結成したBOW WOWと、自身のソロ活動や他のミュージシャンのプロデュースなどを中心に活動している。
2001年のウリ・ジョン・ロート日本公演の際にはウリ本人から請われてゲストとして参加した。
2024年には山本、人見元基(Vo)、厚見玲衣(Key)というメンバーでVOW WOWが再結成し同年6月には川崎クラブチッタで2daysライヴを敢行、2010年の2日限定の再結成とは違い今後も活動を継続して行く事を山本が明言した。
トミー・ボーリン（James Gang / DEEP PURPLE）のファンとしても知られ、ボーリンの死後、彼が使用していたYAMAHA・SX-125を引き取っている。

## 年譜
1972年、島根県立松江南高等学校時代、同級生の佐野史郎らとロックバンド結成。
1974年、高校卒業後、ネム音楽院（現：ヤマハ音楽院）に入学。
1975年、BOW WOWを結成。1976年にデビュー。
1980年、Music Life誌の人気投票ギタリスト部門で1位となる。同年5月1stソロアルバム『Horizon』リリース。
1982年1月21日、アルバム『Guitar Man』リリース（BOW WOW及び『Horizon』の楽曲から教材用に再編集されたもの）。10月21日、ロンドンでレコーディングされた2ndソロアルバム『Electric Cinema』リリース。
1984年、メンバーチェンジでヴォーカルに人見元基、キーボードに厚見玲衣が加入。バンド名をVOW WOWと改める。
1989年、ヤマハよりエレキギターヤマハ・HR山本恭司モデル発売。
1990年、VOW WOW解散。WILD FLAG結成。
1994年、ミュージカルの音楽監督や海外アーティストのプロデュースなどを手掛ける。
1995年、新生BOW WOW結成。1996年、京都RAGへ初出演。
1997年、矢沢永吉ツアーに参加。以後、矢沢のツアーに参加する機会が増える。
1998年、オリジナルBOW WOW再結成。16年ぶり3枚目となるソロ・アルバム『Mind Arc』をリリース。
1999年、Project「R」に参加。
2000年、デビュー25周年を記念してファースト・ソロ・ライブを行う（京都ラグ&渋谷Egg Man）。4thソロアルバム『REQUIEM』をリリース。
2001年、ウリ・ジョン・ロートの日本公演にゲスト出演（大阪・名古屋・東京）。
2003年、X.Y.Z.→Aが6月4日にリリースしたアルバム『IV (X.Y.Z.→Aのアルバム)』のプロデュース及び同アルバム内の『Ready For Thunder』の作曲を担当。
2004年、5thソロアルバム『TIME』をリリース。
2006年、ソロとしては初のライブ音源『"TIME"〜悠久の時を越えて〜』をCD&DVDにてリリース。
2006年、Yahoo! JAPANのWEBコンテンツ、『月刊チャージャー』上で様々なゲストを招いての対談記事を連載開始。ロックバンド、ロードオブメジャーが5月31日にリリースしたシングル『ENERGY』の編曲に参加。
2007年、ロードオブメジャーが2月7日にリリースしたシングル『PLAY THE GAME』の作曲に参加。8月、初期のソロアルバム3作『Horizon』『Guitar Man』『Electric Cinema』が本人監修のもと初CD化。
2010年8月、ソロアルバム『The Life Album』をリリース。

## ディスコグラフィー

### アルバム
- Horizon（1980年、SM25-5052）
- Guitar Man（1982年）
- Electric Cinema（1982年）
- Mind Arc（1998年）
- REQUIEM（2000年）
- TIME（2004年）
- "TIME" 〜悠久の時を越えて〜（2006年）
- The Life Album（2010年）
- 『“Inori” Rebuilding Lives』Kyoji Yamamoto & His Friends（2012年） (東日本大震災支援作品)
- PHILOSOPHY（2014年）
- Lafcadio（2015年）
- Voice of the Wind（2017年）10枚目のソロアルバム
- 2020（2020年）11枚目のソロアルバム
- HOPE IS MARCHING ON（2021年）12枚目のソロアルバム
- 『THE HARMONY OF 57 STRINGS』Kyoji Yamamoto & Χ [Iksa]（2022年）
- Mindpowers（2023年）13枚目のソロアルバム

### DVD
- "TIME" 〜悠久の時を越えて〜（2006年）
- 山本恭司ソロ・コンサート 〜21 JULY 2007〜（2008年）

### その他
- HEALING COLLECTION〜The Best Of Kyoji Yamamoto〜（2008年） - CDとDVD
- 六弦心 Vol.1 - Various Artists（2012年）プロデュース
- 六弦心 Vol.2 - Various Artists（2013年）プロデュース
- CDシングル『13th Shot』「ゴルゴ13特別展」（2017～2019年）テーマ曲
- Tima II（2020年）3曲入りCD（NANIWA EXPとのセッション曲他収録）

### セッション参加
- SILVER STARS 銀星団（1979年）
- 樋口宗孝 ディストラクション 〜破壊凱旋録〜（1983年）
- 早瀬ルミナ 甘い暴力〜 VIOLENCE CAT（1983年）
- 陣内孝則 ALL THROUGH THE NIGHT（1984年）
- 浜田麻里 MISTY LADY（1984年）

その他、多数。

## テレビ番組
- 八雲の帰郷〜佐野史郎&山本恭司ギリシャ朗読ライブ〜（2014年10月、山陰放送、JNN中四国ブロック・BS-TBS）